# Кровь на солнце
Кровь на солнце (англ. Blood on the Sun) — американский фильм режиссёра Фрэнка Ллойда.
Фильм получил премию «Оскар» за лучшую работу художника-постановщика черно-белого фильма (Уиард Инен, А. Роланд Филдс) в 1946 году. Также была создана компьютерно-раскрашенная версия фильма в 1993 году.
В 1973 году фильм вошёл в общественное достояние США после отказа продлевать регистрацию авторских прав спустя 28 лет после выхода фильма.

## Сюжет
Ник Кондон, журналист издательства «Tokyo Chronicle», печатает историю, раскрывающую план Японии о завоевании мира. Газета доходит до японских офицеров. Кондон получает план Танаки, документ, в котором описаны все планы. Японские шпионы, которые за ним следуют стали думать, что Олли и Эдит Миллер являются теми людьми, которые открыли этот план, потому что они вдруг получили много денег и готовятся вернуться в США. Когда Кондон идет к судну, чтобы проститься, он находит Эдит мертвым. Услышав звуки в соседней комнате, он пытается войти, но убийца убегает. В качестве доказательства внешности преступника — есть только рука женщины, носящая кольцо с огромным рубином. Вернувшись домой, он находит Олли сильно избитой. Олли дает ему план Танаки перед смертью.
Премьер Танака Гиити хочет, чтобы его планы оставались в тайне, и для этого посылает полковника Тодзио, капитана Осима и Хидзиката, чтобы следовали за ним повсюду. В то же время, Кондон скрывает документ с планом Танаки за портретом императора Хирохито в его доме.
Кондон встречает Айрис Хиллиард. Он подозревает её в том, что она была тем человеком, которая убила Эдит, но ничего с этим не делает. Они влюбляются. Но Кондон подозревает, что она изменяет ему, особенно тогда, когда видит кольцо с рубином на руке.
В конце концов, выясняется, что она была отправлена политиком, который хочет мира и присутствовал, когда план Танаки был разработан. Кондон бросает свою работу после того, когда он собирается покинуть Японию, он встречает политика и Айрис в гавани. Политик подписывает документ, чтобы доказать, что это реально. Они обнаружили японской армией. 
Айрис убегает с документом в грузовом корабле, который увезёт её из Японии. Чтобы отвлечь японских офицеров, Кондон борется со своим злейшим врагом и пытается добраться до американского посольства. Он был застрелен шпионами на улице, но не убит. Консульский советник выходит из посольства и принимает всё ещё живого Кондона внутрь, а японские офицеры не могут предотвратить это, потому что они не смогли найти документ Танаки при регистрации Кондона.

## В ролях
- Джеймс Кэгни — Ник Кондон
- Сильвия Сидни — Айрис Хиллард
- Портер Холл — Артур Бикетт
- Джон Эмери — премьер Танака Гиити
- Роберт Армстронг — полковник Тодзио
- Уоллес Форд — Олли Миллер
- Розмари Декамп — Эдит Миллер
- Джон Халлоран — капитан Осима
- Леонард Стронг — Хидзиката
- Джеймс Белл — Чарли Спраг
- Марвин Миллер — Ямада
- Рис Уильямс — Джозеф Касселл
- Фрэнк Апулия — принц Тацуги
- Хью Бомонт — Джонни Кларк